# Kullen
Kullen er det lange forbjerg og området omkring, der ligger i Höganäs kommun i det nordvestlige Skåne mellem Øresund og Skälderviken. Kullen-halvøen ligger som en spydspids lige over Nordsjælland. På svensk gør man forskel på bjerget og området, Kullaberg og Kullabygden. På Kullen findes flere kystbyer som om sommeren er populære bade- og sejlsportssteder, bl.a. Mølle, Nyhamnsläge, Viken og Arild. Kullen kaldes ofte "den skånske riviera".
I ældre tider udgjorte Gørslevsåen (Görslövsån) et lille sund som skilte Kullen og resten af Skåne. I Ornakärr fandtes en havn, hvor arkæologer har fundet vragrester fra vikingetiden.

## Krapperup slot
På Kullen ligger Krapperup slot, som er blandt de ældste danske slotte. Det opgives at adelsslægten Krognos var i besiddelse af slottet fra omkring 1000-tallet, og Krapperup forblev i slægtens eje til 1500-tallet. Efter at Danmark ved Roskildefreden i 1658 mistede Kullen sammen med resten af Skånelandene til Sverige, var den sidste danske ejer af slottet Henrik Rantzau, som måtte se Danmarks besejrer, Karl X Gustav, i øjnene ved byporten i Odense. I 1674 overtog den svenske adelskvinde Maria Sofia de la Gardie Krapperup. Ved Skånske Krigs udbrud så bønderne i Kullen deres chance og brændte dele af det svenskejede slot af. I 1841 kom slottet i adelsslægten Gyldenstiernes eje, og i dag forvaltes borgen og godset af Gyllenstiernska Krapperupstiftelsen, hvis målsætning er humanitært arbejde og forskning.

## Kullenmanden
En mærkelig sagnfigur i Kullens folketro er den såkaldte kullemand eller kullenmand, som har givet navn til mange steder i området. Ifølge sagnet blev f.eks. kong Valdemar 2. Sejr på sine ældre dage grebet af dystre, dunkle tanker. Han sendte da bud efter kullenmanden, for at få en forklaring. Som Arild Huitfeldt skrev: "Det siges om Kong Valdemar, at han skulle en gang, som han ville stige til sin hest, være kommen udi en dyb tanke, og blev der over qver og stille ståendes; da skulle en af hans gode mænd være kommen til hannem at vide hvad han tænkte på, hvilket han og så haver gjort, da skal kullemanden udi Skåne (en bjergmand og spøgelse udi Kullen) have svaret hannem:
Din Herre og Konning tænkte på,
hvorlunde det skulde hans Sønner gå,
når han var gangen af Live. 
Men sig ham for sandingen så, 
at Ørlog og Tvedragt skulde de få,
dog skulde de alle Konger blive.
Kullenmandens dystre profeti gik helt i opfyldelse. Alle Valdemar Sejrs sønner, Erik, Abel og Christoffer, blev konger, og alle tre fik deres regeringstid opfyldt med krig og lovløshed.

## Palnatokes skiløb
På Kullen findes også et sted kaldet Palnatokes skrænt. Ifølge blandt andre Saxo var kong Harald Blåtand uven med stormanden Palnatoke. Ved en sammenkomst i Kullen pralede Palnatoke i kongens påhør af sine evner som skiløber. Kong Harald tog ham på ordet og forlangte at se hans evner demonstreret på bjerget, på et sted som var knubret og stejlt. Palnatoke knækkede sin ene ski, men hinkede videre og slap ned på stranden. Dette skiløb er det ældste nævnte i verdenshistorien,[kilde mangler] men sagnets pålidelighed er usikker.

## Sølv fra Kullen
I 1561 blev en sølvåre på Kullens sydvestlige side opdaget af Jørgen Langnau. Han fik i opdrag af kong Frederik II at påbegynde udvinding af det ædle metal. Omkostningerne blev imidlertid højere end forventet, så projektet blev nedlagt. I dag minder "Sølvpikkerhullet" (på skånsk), en 15 meter lang og 2 meter høj grubegang, om det mislykkede projekt. På svensk kaldes den "Silvergrottan", men navnet er misvisende, fordi det ikke er en grotte.

## Tycho Brahe som fyrmester
I 1577 fik Tycho Brahe Kullen i forlening og blev dermed også "fyrmester" og måtte sørge for at vedligeholde fyret på Kullen. Men han undlod at holde fyret tændt om natten til fare for skibsfarten og blev "fyret".

## Omstridte kunstværker på Kullen
På den østlige side af Kullen ligger de omstridte kunstværker Nimis og Arx, som er skabt af kunstprofessor Lars Vilks. Nimis er en gigantisk skulptur af drivtømmer, og Arx en borg af sten og beton. Siden kunstværkerne blev opført i 1980 har Lars Vilks ligget i konflikt med de offentlige myndigheder, som ønsker kunstværkerne fjernet, fordi det er ulovligt at bygge noget i et naturreservat. Derfor har Lars Vilks udråbt Nimis og Arx til en egen selvstændig stat, Ladonia.